# Opisthothelae
Opisthothelae (лат.) — подотряд паукообразных из отряда пауков (Araneae).
Создание данного подотряда было обусловлено необходимостью отделить данных пауков от подотряда Mesothelae, отличающегося более примитивными характеристиками. Основные различия между Mesothelae и Opisthothelae:
- Наличие тергита на брюшке Mesothelae, и отсутствие у Opisthothelae.
- Почти полное отсутствие ганглиев в брюшной полости Opisthothelae.
- Расположение паутинных бородавок. У Mesothelae они сильно вынесены вперёд, а у Opisthothelae располагаются на заднем конце тела.
- Также, большинство видов Mesothelae не имеют ядовитых желез.

## Описание
Главное отличие между аранеоморфными и мигаломорфными пауками заключается в строении ротового аппарата. Хелицеры большинства аранеоморфных пауков складываются навстречу друг другу, позволяют атаковать более крупную добычу. С этим связано большое число карликовых форм в этой группе. У мигаломорфных пауков хелицеры ориентированы параллельно друг другу и при складывании подгибаются под базальный членик.

## Таксономия
Подотряд Opisthothelae включает в себя два инфраотряда:
- Аранеоморфные пауки (Araneomorphae Pocock, 1892) — 95 семейств, более 43000 видов
- Мигаломорфные пауки (Mygalomorphae Millot, 1933) — 16 семейств, более 2800 видов